# 이채경
이채경은 대한민국의 배우이다.

## 출연작

### 영화
- 《피아졸라》 (2009년) - 사진작가 / 모델 역
- 《무서운 이야기》 (2012년) - 귀신 (누나) 역
- 《검은 복도 2》 (2014년) - 김 선생님 역
- 《초인》 (2016년) - 정신과 의사 역
- 《나가요: ながよ 》 (2016년) - 마담 역
- 《숨바꼭질》 (2016년) - 세입자 / 엄마 역
- 《고추》 (2018년) - 엄마 역
- 《아리랑》 (2018년) - 완선 역
- 《사랑, Sous I'eau》 (2018년) - 연희 역
- 《외눈》 (2019년) - 편집장 역
- 《#살아있다》 (2020년) - 마스크남 부인 역
- 《조지아》 (2020년) - 엄마 역
- 《경아의 딸》 (2022년) - 상순 역
- 《착한 어린이》(2023년) - 엄마 역
- 《그레이 락》(2024년) - 교감 역
- 《허밍》(2024년) - 미정 엄마 역

### 드라마
- 《그녀는 예뻤다》 (MBC, 2015년) - 이이은(동화작가) 역
- 《시그널》 (tvN, 2016년) - 이순영 역
- 《미녀 공심이》 (SBS, 2016년) - 준표 친모 역
- 《청춘시대》 (JTBC, 2016년) - 조리과 교수 역
- 《W》 (MBC, 2016년) - 정간호사 역
- 《쓸쓸하고 찬란하神 - 도깨비》 (tvN, 2016년) - 장일옥 매니저 역
- 《구르미 그린 달빛》 (KBS2, 2016년) - 김상궁 역
- 《보이스》 (OCN, 2017년) - 도미영 병원장 역
- 《내일 그대와》 (tvN, 2017년)
- 《추리의 여왕》 (KBS2, 2017년) - 이명희 역
- 《명불허전》 (tvN, 2017년) - 연경의 어머니 역
- 《학교 2017》 (KBS2, 2017년) - 고학중의 어머니 역
- 《란제리 소녀시대》 (KBS2, 2017년) - 손진의 어머니 역
- 《병원선》 (MBC, 2017년) - 수간호사 역
- 《이번 생은 처음이라》 (tvN, 2017년)
- 《20세기 소년소녀》 (MBC, 2017년) - 방송 관계자 역
- 《마녀의 법정》 (KBS2, 2017년) - 홍선화 역(특별출연)
- 《부암동 복수자들》 (tvN, 2017년)
- 《한여름의 추억》 (JTBC, 2017년) - 동기 작가 역
- 《시를 잊은 그대에게》 (tvN, 2018년) - 김성희 역
- 《내 아이디는 강남미인》 (JTBC, 2018년) - 팀장 역
- 《라이프》 (JTBC, 2018년) - 민서의 어머니 역
- 《백일의 낭군님》 (tvN, 2018년) - 강상궁 역
- 《제3의 매력》 (JTBC, 2018년) - 민원실장 역
- 《왕이 된 남자》 (tvN, 2019년) - 행수 역
- 《그녀의 사생활》 (tvN, 2019년) - 최은혜 역
- 《검색어를 입력하세요 WWW》 (tvN, 2019년) - 임원 역
- 《호텔 델루나》 (tvN, 2019년) - 호텔 사장 역
- 《너의 노래를 들려줘》 (KBS2, 2019년) - 김수인 역
- 《미스터 기간제》 (OCN, 2019년) - 판사 역
- 《365: 운명을 거스르는 1년》 (MBC, 2020년) - 김수연 역
- 《더 킹 : 영원의 군주》 (SBS, 2020년) - 대민당 국회의원 역
- 《거짓말의 거짓말》 (채널A, 2920년) - 구치소장 역
- 《비밀의 숲 2》 (tvN, 2020년) - 집사 역
- 《KBS 드라마 스페셜 - 나들이》 (KBS2, 2020년) - 젊은 영란 역
- 《러브 씬 넘버#》 (wavve, 2021년) - 영대표 역
- 《대박부동산》 (KBS2, 2021년) - 최비서 역
- 《지리산》 (tvN, 2021년) - 일만의 아내 역
- 《꽃 피면 달 생각하고》 (KBS2, 2022년) - 조행수 역
- 《트롤리》 (SBS, 2022년~2023년) - 이수민 의원 역
- 《청춘월담》 (tvN, 2023년) - 국무당 역
- 《아라문의 검》 (tvN, 2023년) - 해여비 역
- 《나는 대놓고 신데렐라를 꿈꾼다》 (TVING, 2024년) - 릴리 조 역
- 《감사합니다》 (tvN, 2024년) - 임유선 역
- 《친절한 선주씨》 (MBC, 2024년~2025년) - 오혜란 역

### 뮤지컬
- 《명성황후》 (1999년) - 무당  역
- 《대박》 (2000년) - 쌍둥이 딸 역
- 《태풍》 (2002년) - 에어리얼 역
- 《여름밤의 꿈》 (2004년) - 나누(히폴리터) 역
- 《로미오와 줄리엣》 (2005년) - 맵여왕 역
- 《크리스마스 캐롤》 (2006년) - 캐롤라인 역
- 《바람의 나라》 (06년,07년) - 가희 역
- 《지하철 1호선》 (07년~08년) - 걸레 역
- 《미스터 조》 (2009년) - 샤랄라 역
- 《궁》 (2010년) - 혜정궁 역
- 《사랑방 손님과 어머니》 (2011년) - 어머니 역
- 《태화강》 (2013년) - 요하 역
- 《청사초롱》 (2016년) - 효심이 역

### 연극
- 《숨바꼭질》 (1998년) - 주인 할머니 역
- 《대단원》 (2004년) - 조연출 역
- 《메멘토 모리》 (2005년) - 초록이 엄마 역
- 《두 메데아》 (2009년) - 메데아1 역
- 《백치백지》 (10년,11년) - 백지,나스타샤 역
- 《왕모래》 (2010년) - 돌이 엄마 역
- 《연기가 눈에 들어갈 때》 (2011년) - 강미희 역
- 《두 메데아》 (2019년) - 메데아1 역

## 수상
- 2021년 제23회 쇼트쇼츠국제단편영화제 아시아국제경쟁부문 여우주연상 (《조지아》)[3]
- 2021년 제4회 전북가족영화제 여우주연상
- 2021년 제4회 울산단편영화제 최우수 여자연기상
- 2021년 제4회 전주국제단편영화제 배우상
- 2022년 제2회 데살로니키프리단편영화제 여우주연상